# Watersnood in het Land van Maas en Waal 1861
De watersnoodramp in het Land van Maas en Waal in februari 1861 was een overstroming die veroorzaakt werd door ijsgang in de Waal. Door kruiend ijs ontstond een forse ijsdam in het Pannerdensch Kanaal, die zorgde voor een verhoogde afvoer van water en ijsschotsen door de Waal. Er had zich reeds op 31 januari een ijsdam gevormd bij Ochten, maar deze begaf het onder de druk van het water. Bij een versmalling bij Varik liep het ijs opnieuw vast. Dit keer kwam het ijs niet opnieuw in beweging en het water begon te stijgen. Op verschillende plaatsen stroomde het water over de dijken heen tot het op 1 februari door de Waalbandijk bij het huidige Beneden-Leeuwen brak.
Bij de daarop volgende overstroming verdronken 37 personen, allen inwoners van Leeuwen. De slachtoffers waren mensen die kort achter de dijk woonden of juist op de dijk bescherming hadden gezocht achter een nooddijk. De doorbraak zorgde ervoor dat het gehele Land van Maas en Waal overstroomde. Het duurde tot mei voor het meeste water weer was verdwenen. Het water in de Waal stond zo hoog dat het uiteindelijk bij Alphen weer over de dijk stroomde, de Maas in.

## Effect

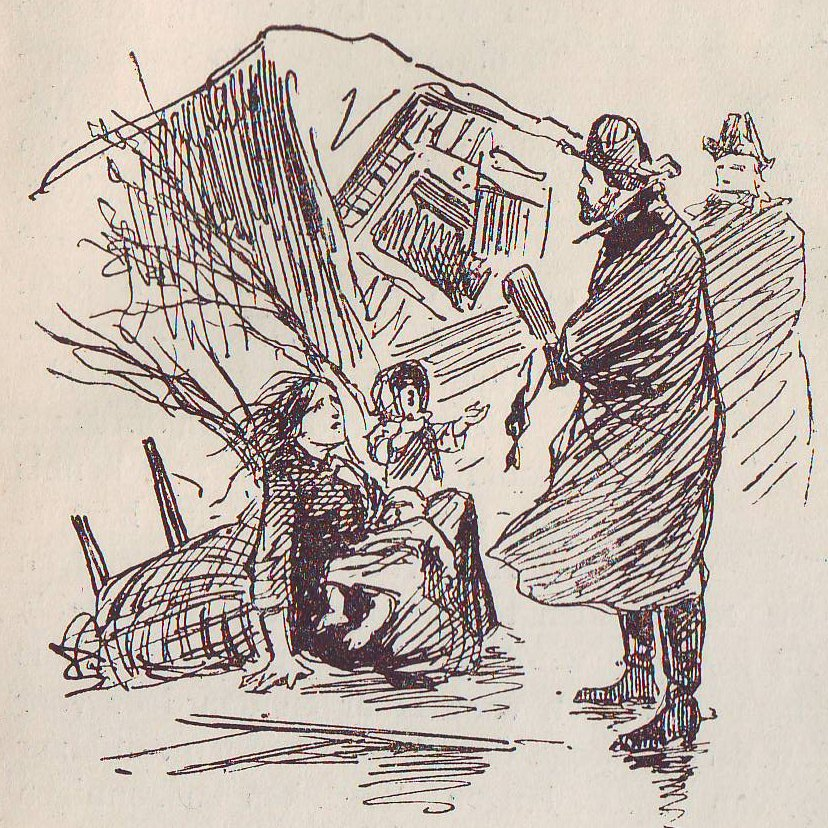
Willem III tijdens de watersnoodramp van 1861, tekening van Johan Braakensiek in P. Louwerse, Geïllustreerde vaderlandsche geschiedenis voor jong en oud Nederland, 1886

Na deze overstroming, de direct eraan voorafgaande watersnood in de Bommelerwaard 1861 en het bezoek van koning Willem III aan Brakel en Beneden-Leeuwen, kondigde Rijkswaterstaat aan een studie te beginnen naar de regulering van de rivieren om te onderzoeken 'welke middelen er zouden aan te wenden zijn, om de ondervonden onheilen zooveel mogelijk te lenigen, en de herhaling er van te verhoeden'. Dit leidde tot de eerste werkzaamheden van de latere Maasverbetering.